# Repczyce (przystanek kolejowy)
Repczyce – przystanek kolejowy w Repczycach na linii kolejowej nr 32, w województwie podlaskim, w powiecie hajnowskim, w Polsce.
Przystanek kolejowy został otwarty 15 grudnia 2024 roku, w ramach Programu Przystankowego.